# Homoneura ericpoli
Homoneura ericpoli is een vliegensoort uit de familie van de Lauxaniidae. De wetenschappelijke naam van de soort is voor het eerst geldig gepubliceerd in 1993 door Carles-Tolra.